# مدرسة عبد الرحمن كانو الدولية
مدرسة عبد الرحمن كانو الدولية مدرسة خاصة تقع في سلماباد بمملكة البحرين. تأسست في 1998 في المنامة ثم انتقلت إلى مبناها الجديد في سلماباد في 2005.
ينتسب في المدرسة 2200 طالب من الحضانة إلى الثالث الثانوي. في 2014 تم توقيع اتفاقية مع شركة ديار المحرق من أجل افتتاح فرع ثانِ للمدرسة. مديرة المدرسة هي عائشة جناحي.